# 마유 (고창국)
마유(馬儒, 5세기 ~ 501년)는 고창국의 국왕이다.

## 생애
496년에 고창왕 장맹명이 살해되자 옹립되어 고창왕이 되었다. 공고례(鞏顧禮)를 좌장사(左長史), 국가를 우장사(右長史)로 삼았다.

497년, 사마 왕체현(司馬王體玄)을 북위로 보내 조공했고, 고창국을 북위의 영토 안으로 옮겨줄 것을 청하였다. 북위 효문제가 이 청을 받아들여 명위장군(明威將軍) 한안보(韓安保)를 파견해 이오(伊吾) 5백리 땅을 베어내 마유에게 주어 거주케 하였다. 마유가 공고례, 국가를 보내 한안보를 영접하게 하고, 고창국의 국경 4백리 밖으로 나갔으나 한안보가 오지 않았다. 공고례 등이 고창으로 돌아왔고, 한안보 또한 이오로 돌아갔다. 한안보가 한흥안(韓興安) 등 20명을 고창으로 보내자 마유는 다시 공고례와 세자 마의서(馬義舒)를 보내 한안보를 영접케 했다. 고창의 국경 밖 160리인 백극성(白棘城)에 이르자 고창 땅 사람들이 본토를 그리워하여 옮기기를 거부하고 서로 약속하여 마유를 살해하고 국가를 왕으로 세웠다.